# Pararhagadochir schadei
Pararhagadochir schadei is een insectensoort uit de familie Archembiidae, die tot de orde webspinners (Embioptera) behoort. De soort komt voor in Paraguay.
Pararhagadochir schadei is voor het eerst wetenschappelijk beschreven door Ross in 1944.